# ريكاردو كاباناس
ريكاردو كاباناس ، من مواليد 20 ابريل 1979 في زيورخ في سويسرا ، لاعب كرة قدم سويسري.
يلعب مع نادي غرافشوبرز منذ عام 2007.
بدأ باللعب مع منتخب سويسرا لكرة القدم في عام 2001.

## مسيرته الكروية
لعب ريكاردو كاباناس خلال مسيرته الاحترافية مع 3 أندية في ستة عشر موسمًا وسجل خلالها 64 هدفًا ضمن 341 مباراة. ولم يفز بأي موسم بالكأس وفاز في ثلاثة مواسم بالدوري.
خاض ريكاردو كاباناس مسيرته مع نادي غراسهوبر زيوريخ في موسم 1997–98 في المرة الأولى ليلعب معه تسعة مواسم ثم في موسم 2007–08 ليلعب معه أربعة مواسم، مشاركًا طوالها في 283 مباراة سجل خلالها 62 هدفًا. ثم انتقل إلى نادي كولن في موسم 2005–06 ولمدة موسمين، حيث شارك في 41 مباراة سجل خلالها هدفين.

## روابط خارجية
- ريكاردو كاباناس على موقع الاتحاد الدولي (مؤرشف)  (الإنجليزية)
- ريكاردو كاباناس على موقع الاتحاد الأوربي (الإنجليزية)
- ريكاردو كاباناس على موقع قاعدة بيانات كرة القدم.إي يو (الإنجليزية)
- ريكاردو كاباناس على موقع ناشيونال فوتبول تيمز (الإنجليزية)
- ريكاردو كاباناس على موقع عالم كرة القدم.نت (الإنجليزية)
- ريكاردو كاباناس على موقع كووورة